# Aïn Charchar
Aïn Charchar è un comune dell'Algeria, situato nella provincia di Skikda.